# Corinto (Nicaragua)
Corinto è una cittadina del Nicaragua situata sulla pacifica, nel dipartimento di Chinandega. È il principale porto del paese.

## Storia
La città fu fondata nel 1858 su dei terreni donati da Mariano Montealegre y Romero al governo nazionale per costruire un nuovo porto dal momento che la vicina El Realejo, che dal 1550 era il principale porto marittimo del Nicaragua, si era ormai insabbiato. La municipalità fu istituita nel 1863 e trae il nome dalla città di Corinto, in Grecia.
Quando il Nicaragua si rifiutò di pagare alla Gran Bretagna un'indennità per l'annessione della Riserva Mosquito, gli inglesi risposero occupando Corinto il 27 aprile 1895. Alla fine gli inglesi se ne andarono dopo aver ricevuto un indennizzo dal governo nicaraguense.
Il 2 maggio 1896 i Marines statunitensi sbarcarono a Corinto per proteggere gli interessi americani durante i disordini politici. Corinto fu teatro di due vertici a cui parteciparono i presidenti degli Stati centroamericani. Il primo, nel 1902, noto come Patto di Corinto o Trattato di pace e arbitrato, fu firmato da Nicaragua, Costa Rica, Honduras e El Salvador. Il secondo, nel 1904, fu concluso tra Nicaragua, Honduras e El Salvador, con l'adesione del Guatemala. Questi sforzi di pace non impedirono lo scoppio della guerra tra Honduras, El Salvador e Guatemala.
Nel 1909 il presidente Theodore Roosevelt nominò lo scrittore afroamericano James Weldon Johnson console degli Stati Uniti a Corinto.
Il 25 gennaio 1922 la USS Galveston sbarcò un distaccamento di Marines statunitensi a Corinto, per rinforzare la guardia della legazione di Managua durante un periodo di tensione politica.